# Lloyd Aéreo Boliviano
Lloyd Aéreo Boliviano (LAB), noto a livello internazionale come LAB Bolivian Airlines, è stata la compagnia di bandiera e principale compagnia aerea della Bolivia dal 1925 fino alla cessazione delle operazioni nel 2010. È stata la seconda compagnia aerea più antica del Sud America dopo Avianca e una delle più antiche al mondo. Operava voli di linea nazionali e internazionali verso destinazioni nelle Americhe e una rotta transatlantica per Madrid in Spagna. La compagnia aveva sede a Cochabamba, con il suo principale hub domestico all'Aeroporto Internazionale Jorge Wilstermann della città, e hub internazionali all'Aeroporto Internazionale Viru Viru di Santa Cruz e all'Aeroporto Internazionale di El Alto di La Paz.
La compagnia aerea è stata fondata il 15 settembre 1925 da un consorzio di residenti tedesco-boliviani e ha iniziato i voli commerciali il 24 settembre, operando la tratta tra Cochabamba e Santa Cruz con un Junkers F 13.

## Storia

### Origini

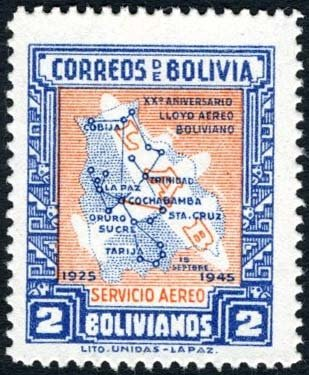
Un francobollo del 1945 raffigurante una mappa della Bolivia e i voli nazionali di LAB.

Lloyd Aéreo Boliviano (LAB) è stato fondato da immigrati tedeschi nell'agosto del 1925. Il 24 settembre 1925, la compagnia aerea inaugurò i suoi servizi tra Cochabamba e Santa Cruz utilizzando un unico Junkers F13.
Nel luglio 1930, Lloyd Aéreo iniziò a operare rotte internazionali con voli di linea tra La Paz, dove aveva sede all'epoca, e Corumbá, Brasile. Grazie a un accordo di cooperazione con Syndicato Condor, una compagnia aerea che serviva la minoranza tedesca in Brasile, i passeggeri del LAB potevano proseguire da Corumbá verso Rio de Janeiro e viceversa. Negli anni successivi vennero aggiunte altre destinazioni in Brasile, rendendo Lloyd Aéreo la seconda compagnia aerea più grande del Sud America dell'epoca, seconda solo ad Avianca della Colombia. Nel 1932, il governo boliviano requisì tutti gli aerei e il personale del LAB per destinarli all'uso militare durante la Guerra del Chaco contro il Paraguay.

### Compagnia aerea nazionale boliviana

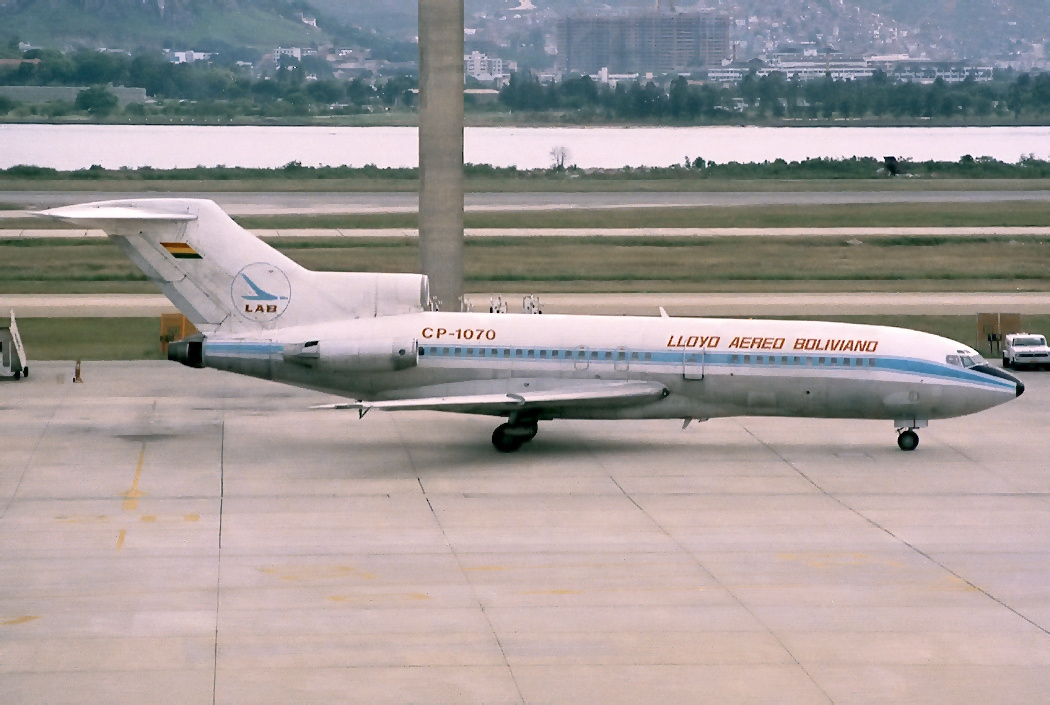
Un Boeing 727-100 di LAB all'Aeroporto Internazionale di Rio de Janeiro-Galeão nel 1984.

Nel maggio 1941, LAB venne nazionalizzata dal governo boliviano diventando la compagnia di bandiera del paese, mentre alla Panagra fu affidata la gestione operativa. Nel marzo 1960, Panagra deteneva il 20% delle quote di LAB, mentre il governo boliviano era il principale azionista. In quel periodo, il presidente della compagnia aerea era Edmundo González e la flotta comprendeva sette Douglas DC-3, un Douglas DC-4 e sei Boeing B-17. Con l'introduzione del Lockheed L-188 Electra nel settembre 1968, LAB poté offrire voli internazionali senza scali. Un ulteriore miglioramento nei tempi di viaggio e nel comfort si ebbe nel 1970 con l'acquisto del primo aereo a reazione della compagnia, un Boeing 727, che permise di inaugurare voli verso l'America Centrale e gli Stati Uniti.
Nel marzo 1990, la compagnia aveva 1.700 dipendenti ed era controllata al 99,98% dal governo boliviano. A quel tempo, il network comprendeva 21 destinazioni nazionali e 15 internazionali (Arica, Asunción, Belo Horizonte, Buenos Aires, Caracas, Cuzco, Lima, Manaus, Miami, Montevideo, Panama, Rio de Janeiro, Salta, Santiago e São Paulo), servite con due Boeing 707-320C, tre Boeing 727-200, due Boeing 727-100, un Fokker F27-600 e un Fokker F27-200.

### Difficoltà finanziarie e declino

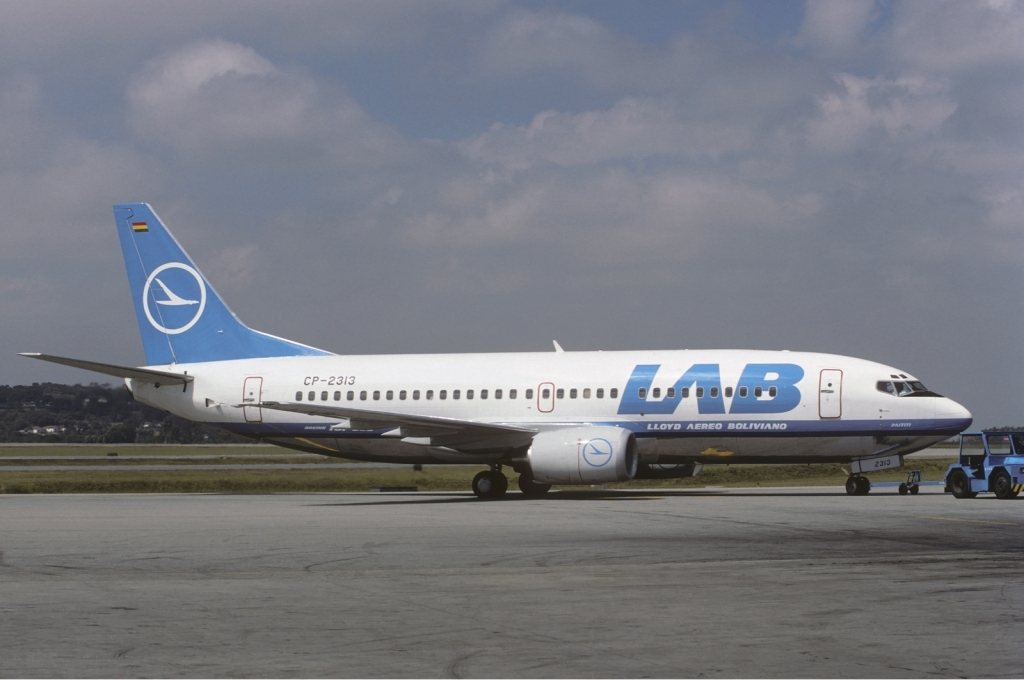
Un Boeing 737-300 di LAB con una livrea ispirata a quella del suo principale azionista dell'epoca, VASP, al momento della privatizzazione nel 1995.

Dal 1994, Lloyd Aéreo Boliviano affrontò crescenti difficoltà finanziarie. Di conseguenza, il governo boliviano avviò il processo di privatizzazione della compagnia e iniziò trattative con potenziali acquirenti. Il 19 ottobre 1995, la compagnia aerea brasiliana VASP acquisì il 50% delle azioni del LAB. Per ridurre i costi, VASP tentò di integrare completamente le due compagnie aeree, con una livrea simile e un programma frequent flyer congiunto come passaggi iniziali. VASP e il governo boliviano detenevano rispettivamente il 49% e il 48,3% delle azioni. Nel 2001, VASP vendette le sue quote di LAB a investitori boliviani a causa delle continue difficoltà economiche. Nel 2004, LAB acquisì una partecipazione in Ecuatoriana de Aviación, la compagnia aerea nazionale dell'Ecuador dell'epoca, come compensazione per debiti pregressi, portando alla creazione di un accordo di codeshare tra le due compagnie.
Dal 2006, a causa della grave crisi finanziaria, Lloyd Aéreo dovette ridurre progressivamente i voli; gli aerei a lungo raggio noleggiati (tra cui Airbus A310, Boeing 757, Boeing 767 e Lockheed L-1011 TriStar) non potevano più essere pagati. Il 30 marzo 2007, il governo boliviano decise la chiusura di Lloyd Aéreo Boliviano, sospendendo tutti i voli a partire dal 1º aprile. Nell'ottobre dello stesso anno venne fondata Boliviana de Aviación come nuova compagnia di bandiera della Bolivia. Nel tardo 2007 e nei primi mesi del 2008, LAB operò un numero limitato di voli charter per conto di AeroSur, ma cessò definitivamente le operazioni. La sua licenza di volo venne ufficialmente revocata nel 2010.

## Destinazioni
Lloyd Aéreo Boliviano offriva voli di linea verso le seguenti destinazioni:
Argentina
- Buenos Aires – Aeroporto Internazionale Ministro Pistarini
- Córdoba – Aeroporto Internazionale Ingeniero Ambrosio L.V. Taravella
- Salta – Aeroporto Internazionale Martín Miguel de Güemes
- Tucumán – Aeroporto Internazionale Benjamín Matienzo

Bolivia
- Cochabamba – Aeroporto Internazionale Jorge Wilstermann (centro)
- La Paz – El Alto International Airport (destinazione frequente)
- Santa Cruz de la Sierra – Aeroporto Internazionale Viru Viru (centro)
- Sucre – Aeroporto Internazionale Juana Azurduy de Padilla
- Tarija – Aeroporto Capitán Oriel Lea Plaza
- Trinidad – Aeroporto Teniente Jorge Henrich Arauz

Brasile
- Manaus – Aeroporto Internazionale Eduardo Gomes
- São Paulo – Aeroporto Internazionale di Guarulhos
- Rio de Janeiro – Aeroporto Internazionale Galeão

Cile
- Santiago del Cile – Aeroporto Internazionale Arturo Merino Benítez
- Arica – Aeroporto Internazionale Chacalluta

Colombia
- Bogotá – Aeroporto Internazionale El Dorado

Cuba
- La Habana – Aeroporto Internazionale José Martí

Ecuador
- Guayaquil – Aeroporto Internazionale José Joaquín de Olmedo
- Quito – Aeroporto Internazionale Mariscal Sucre

Messico
- Cancún – Aeroporto Internazionale di Cancún
- Città del Messico – Aeroporto Internazionale di Città del Messico

Panama
- Panama City – Aeroporto Internazionale di Tocumen

Paraguay
- Asuncion – Aeroporto Internazionale Silvio Pettirossi

Peru
- Cusco – Aeroporto Internazionale Alejandro Velasco Astete
- Lima – Aeroporto Internazionale Jorge Chávez

Spagna
- Madrid – Aeroporto di Madrid-Barajas

U.S.A.
- Miami – Aeroporto Internazionale di Miami
- Washington – Aeroporto Internazionale di Washington-Dulles

Uruguay
- Montevideo – Aeroporto Internazionale di Carrasco

Venezuela
- Caracas – Aeroporto Internazionale Simón Bolívar

## Flotta

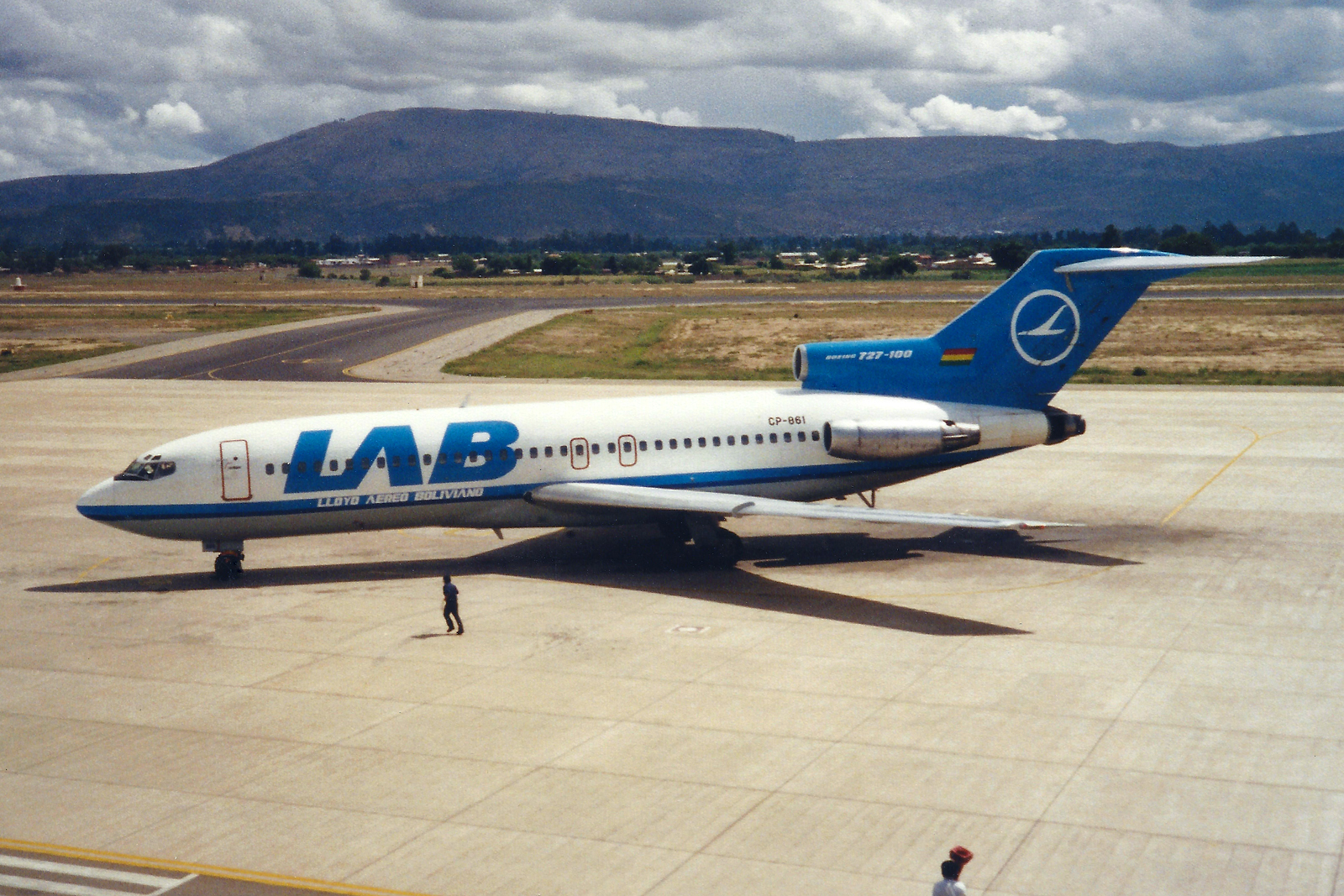
Un Boeing 727-100 della Lloyd Aéreo Boliviano all'Aeroporto Internazionale Jorge Wilstermann (2002)

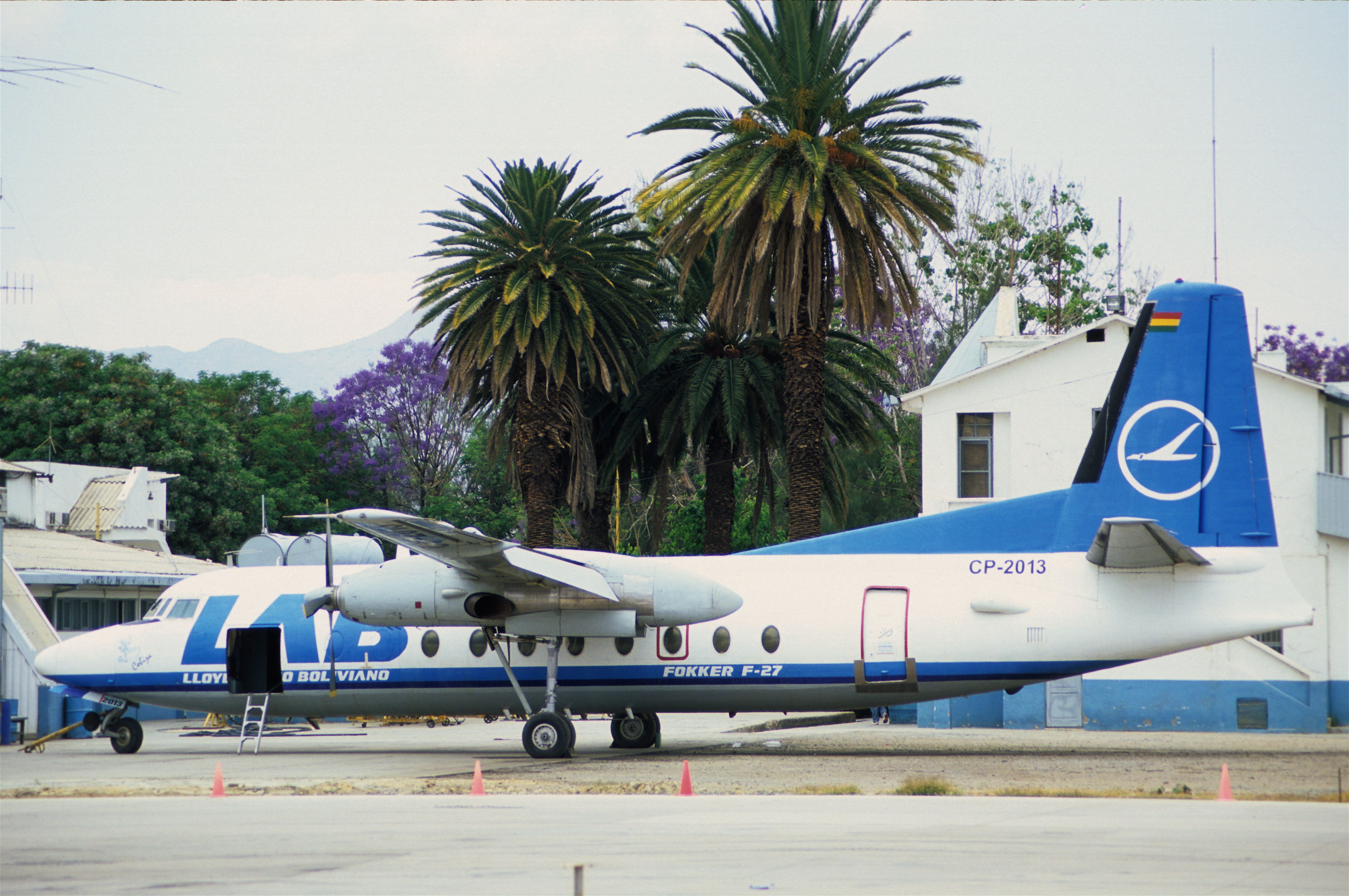
Un Fokker F27 della Lloyd Aéreo Boliviano (2004)

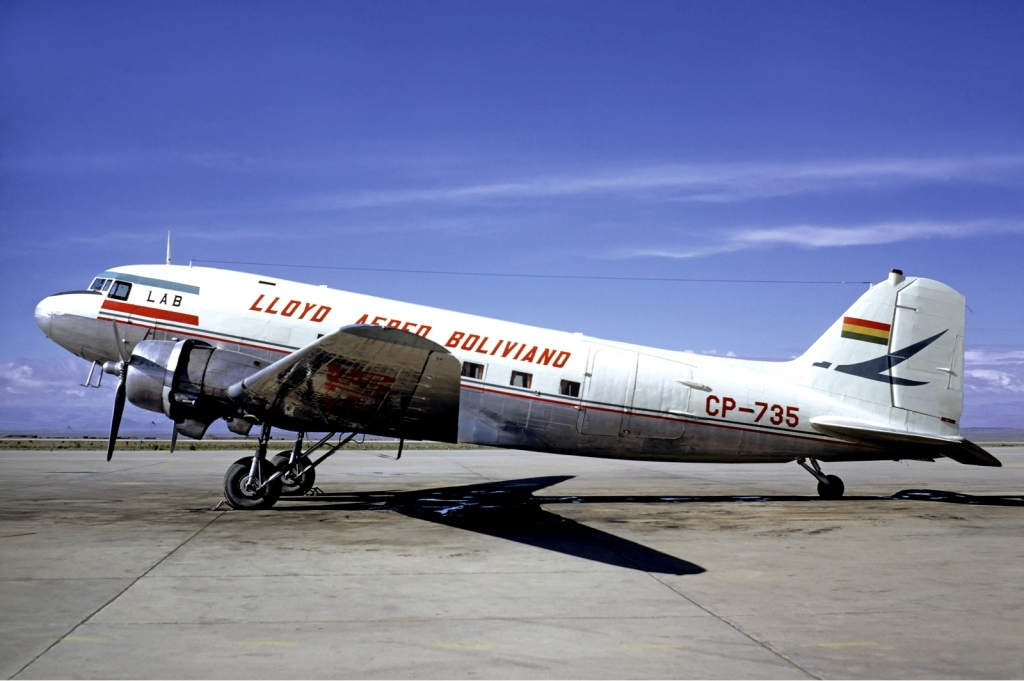
Un Douglas DC-3 della Lloyd Aéreo Boliviano (1962)

Nel corso degli anni della sua esistenza, Lloyd Aéreo Boliviano ha gestito i seguenti tipi di aeromobili:
Aquí tienes la continuación de la traducción al italiano:
---

## Incidenti
- Il 21 agosto 1944, un LAB Lockheed Model 18 Lodestar (registrato CB-25) fu distrutto in un incendio all'Aeroporto Internazionale di El Alto (Aeroporto di La Paz).[21]
- Il 29 maggio 1947, un LAB Douglas C-47 Skytrain (registrato CB-32) si schiantò vicino a Trinidad.[22]
- Il 10 agosto 1949, un LAB Curtiss-Wright C-46 Commando (registrato CB-37) si schiantò vicino a Rurrenabaque.[23] Nello stesso anno, a settembre, un Lodestar (registrato CB-26) subì danni irreparabili durante una sparatoria nella Rivoluzione Nazionale Boliviana.[24]
- Nel 1950, due C-46 della LAB si schiantarono: il CB-51 vicino a Cochabamba il 24 aprile,[25] e il suo velivolo gemello CB-38 il 2 ottobre vicino al Lago La Laguna.[26]
- Il 1º gennaio 1951, un LAB C-47 (registrato CB-31) riportò danni irreparabili in un atterraggio di emergenza all'Aeroporto di La Paz.[27]
- Il 3 novembre 1953, un Douglas DC-3 della Lloyd Aéreo Boliviano (registrato CP-600) si schiantò contro una montagna vicino a Potosí, uccidendo i 25 passeggeri e i 3 membri dell'equipaggio a bordo. Il velivolo era impegnato in un volo domestico di linea da Camiri a Sucre.[28]
- Il 5 settembre 1955, due aerei della LAB si scontrarono in volo sopra Cochabamba: un DC-3 (registrato CP-572) in un volo passeggeri di linea e un Boeing B-17G (CP-597) in un volo cargo. Il Boeing precipitò, uccidendo tutti e tre i membri dell'equipaggio. Il DC-3 riuscì a effettuare un atterraggio di emergenza.[29][30]
- Il 25 agosto 1956, un DC-3 cargo della Lloyd Aéreo (registrato CP-506) effettuò un atterraggio di emergenza all'Aeroporto di La Paz, uccidendo due delle tre persone a bordo.[31]
- Il 26 settembre 1956 avvenne il primo dirottamento di un volo commerciale con scopi politici in America Latina. L'aereo, un DC-4, trasportava 47 prigionieri dalla città di Santa Cruz, Bolivia a El Alto, nel Dipartimento di La Paz. Un gruppo politico li attendeva per trasferirli in un campo di concentramento a Carahuara de Carangas, Oruro. I prigionieri presero il controllo dell'aereo in volo e lo dirottarono verso Tartagal, Argentina. Due di loro si misero ai comandi e, su istruzioni ricevute, dirottarono nuovamente l'aereo verso Salto, Argentina, poiché la pista di Tartagal era troppo corta per il DC-4. Atterrarono sani e salvi a Salta, dove denunciarono le ingiustizie subite e ottennero asilo politico.
- Il 18 marzo 1957, un altro DC-3 (registrato CP-535), in volo passeggeri da Cochabamba a Oruro, si schiantò contro una montagna vicino a Sayari. Tutti i 16 passeggeri e i 3 membri dell'equipaggio morirono.[32]
- Il 31 dicembre 1959, tutti gli 11 occupanti di un C-47 della LAB (registrato CP-584) morirono quando l'aereo si schiantò poco dopo il decollo da un campo d'aviazione vicino a San José de Chiquitos.[33]
- Il 5 febbraio 1960, un Douglas DC-4 della Lloyd Aéreo Boliviano (registrato CP-604), in volo passeggeri da Cochabamba a La Paz, si schiantò poco dopo il decollo nel Lago Huañacota, un lago montano, a seguito di un incendio a un motore. Tutti i 55 passeggeri e i 4 membri dell'equipaggio persero la vita (una bambina di due anni fu inizialmente salvata, ma morì successivamente in ospedale).[34][35]
- Il 21 agosto 1962, un C-47 della LAB (registrato CP-536) si schiantò vicino all'Aeroporto Internazionale Jorge Wilstermann di Cochabamba durante un volo di prova post-manutenzione, uccidendo quattro delle cinque persone a bordo.[36]
- Il 15 marzo 1963, alle 13:55 ora locale, il volo Lloyd Aéreo Boliviano 915, operato da un Douglas DC-6 (registrato CP-707) sulla tratta da Arica, Cile a La Paz, si schiantò contro il Monte Chachakumani, uccidendo tutti i 36 passeggeri e i tre membri dell'equipaggio. Al momento dell'incidente, le condizioni di visibilità erano scarse a causa del maltempo.[37]
- Il 4 febbraio 1964, un C-47 della LAB (registrato CP-568) si schiantò poco dopo il decollo dall'Aeroporto di Yacuiba, uccidendo due delle 29 persone a bordo.[38]
- Il 3 agosto 1966, un C-46 della LAB (registrato CP-730), in volo cargo da Riberalta a Cochabamba, si schiantò contro una catena montuosa delle Ande, uccidendo tutte e tre le persone a bordo. L'incidente fu probabilmente causato da un errore di navigazione del pilota, che scelse una rotta sbagliata e volò a un'altitudine errata.[39]
- Il 19 aprile 1968, un DC-3 della LAB (registrato CP-734) si schiantò poco dopo il decollo da una pista d'atterraggio a Trinidad. Sebbene l'aereo fosse irrimediabilmente danneggiato, non vi furono vittime.[40]
- Il 26 settembre 1969, alle 15:10 ora locale, un DC-6 della LAB (registrato CP-968), con 69 passeggeri e 5 membri dell'equipaggio su un volo da Santa Cruz de la Sierra a La Paz, si schiantò contro il Monte Choquetanga, a 176 chilometri dall'aeroporto di destinazione. Non ci furono sopravvissuti e il relitto fu ritrovato tre giorni dopo.[41] Tra i passeggeri c'erano diciassette giocatori della squadra di calcio The Strongest.
- Il 16 dicembre 1971, un volo passeggeri della LAB da Sucre a La Paz fu dirottato con la richiesta di essere deviato verso il Cile. Tuttavia, l'aereo atterrò all'Aeroporto di Cochabamba, dove le forze di polizia fecero irruzione a bordo e arrestarono il dirottatore. Durante la sparatoria che ne seguì, un membro dell'equipaggio e un passeggero furono uccisi.[42]
- Il 13 ottobre 1976, alle 13:32 ora locale, un Boeing 707 cargo (registrato N730JP) noleggiato dalla LAB per operare un volo merci da Santa Cruz de la Sierra a Miami si schiantò subito dopo il decollo dall'Aeroporto El Trompillo, precipitando su un'area residenziale e un campo da calcio affollato. Morirono i tre membri dell'equipaggio e 88 persone a terra, rendendolo il peggior disastro aereo nella storia della Bolivia. L'incidente fu probabilmente causato dal mancato inserimento della corretta potenza di spinta da parte dei piloti, impedendo così all'aereo di guadagnare quota sufficiente.[43][44]
- Il 23 gennaio 1980, un Fairchild F-27J della LAB (registrato CP-1175) uscì di pista mentre era a terra all'Aeroporto di Santa Ana del Yacuma e finì in un fosso. Durante l'impatto, il serbatoio del carburante venne perforato da detriti dell'elica, causando un incendio che distrusse l'aereo. Tuttavia, tutti i 15 passeggeri e i tre membri dell'equipaggio riuscirono a salvarsi.[45]
- Il 2 giugno 1980, un Fairchild F-27J della Lloyd Aéreo Boliviano (registrato CP-1117) si schiantò contro una collina mentre si avvicinava all'Aeroporto di Yacuiba, uccidendo tutti i 10 passeggeri e i tre membri dell'equipaggio a bordo.[46]
- Il 16 marzo 1984, un altro F-27M (registrato CP-862) si schiantò, questa volta in una giungla tra Trinidad e San Borja, causando la morte di tutti i 20 passeggeri e tre membri dell'equipaggio.[47]
- Il 23 gennaio 1985, un passeggero fece esplodere una bomba in una toilette a bordo di un volo LAB da La Paz a Santa Cruz de la Sierra, uccidendo solo se stesso. L'aereo coinvolto, un Boeing 727-200 (registrato CP-1276), subì danni significativi ma riuscì ad atterrare in sicurezza. Nessuno degli altri 119 passeggeri e sette membri dell'equipaggio rimase ucciso.[48]
- Il 31 agosto 1991, un Boeing 707 della LAB (registrato CP-1365) fu distrutto in un incendio in un hangar presso il Aeroporto regionale di Dothan negli Stati Uniti.[49]
- Il 22 dicembre 1994, un Fokker F27 Friendship della Lloyd Aéreo Boliviano (registrato CP-2165) superò la pista dell'Aeroporto di Guayaramerín dopo un decollo interrotto e si schiantò contro alcuni alberi. Tutti i 36 passeggeri e quattro membri dell'equipaggio sopravvissero all'incidente. La destinazione prevista del volo nazionale di linea era San Joaquín.[50]
- Il 9 gennaio 2001, alle 17:20 ora locale, il carrello d'atterraggio principale sinistro di un Boeing 727-200 della LAB (registrato CP-2323) collassò mentre rullava all'Aeroporto Internazionale Ministro Pistarini di Buenos Aires, prima di un volo programmato per Santa Cruz de la Sierra. L'indagine rivelò che l'incidente, che non causò feriti tra i 138 passeggeri e gli 8 membri dell'equipaggio, ma lasciò l'aereo danneggiato irreparabilmente, fu dovuto a danni da corrosione.[51]
- Il 7 agosto 2004, un Boeing 767-300ER della LAB (registrato CP-2425) subì un atterraggio duro all'Aeroporto Internazionale Viru Viru dopo un volo di linea da Miami, riportando danni significativi.[52]
- Il 1º febbraio 2008, alle 10:35 ora locale, i piloti del volo 301 della Lloyd Aéreo Boliviano, un Boeing 727-200 (registrato CP-2429), furono costretti a eseguire un atterraggio di emergenza in una radura della giungla vicino a Trinidad a causa dell'esaurimento del carburante. L'aereo, con 151 passeggeri e 5 membri dell'equipaggio, era partito da La Paz diretto a Cobija, ma dovette deviare su Trinidad per via del maltempo, non riuscendo a raggiungere la destinazione con il carburante rimanente. Non ci furono vittime, ma l'aereo fu dichiarato irrecuperabile.[53]